# Piłka nożna na Igrzyskach Śródziemnomorskich 2009
Piłka nożna na Igrzyskach Śródziemnomorskich 2009 odbywała się w dniach 25 czerwca – 4 lipca, na sześciu stadionach piłkarskich. Turniej odbywał się w formule do lat 20.

## Obiekty
| Stadion                   | Miasto              | Pojemność |
| ------------------------- | ------------------- | --------- |
| Stadio Adriatico          | Pescara             | 25.000    |
| Stadio Guido Angelini     | Chieti              | 12.750    |
| Stadio Comunale di Teramo | Teramo              | 7.498     |
| Stadio Guido Biondi       | Lanciano            | 6.400     |
| Stadio dei Marsi          | Avezzano            | 3.692     |
| Stadio Valle Anzuca       | Francavilla al Mare | 3.500     |

## Drużyny
| Grupa A             | Grupa B              | Grupa C                | Grupa D                   |
| ------------------- | -------------------- | ---------------------- | ------------------------- |
| Avezzano            | Teramo               | Lanciano               | Francavilla al Mare       |
| Włochy Grecja Syria | Francja Malta Turcja | Libia Czrnogóra Maroko | Hiszpania Albania Tunezja |

## Grupa A
| Drużyna | Mecze | W | R | P | B+ | B- | +/− | Pkt |
| ------- | ----- | - | - | - | -- | -- | --- | --- |
| Włochy  | 2     | 1 | 1 | 0 | 4  | 2  | +2  | 4   |
| Grecja  | 2     | 1 | 0 | 1 | 5  | 3  | +2  | 3   |
| Syria   | 2     | 0 | 1 | 1 | 1  | 5  | -4  | 1   |

 Włochy –  Syria 1:1
 Grecja –  Syria 4:0
 Włochy –  Grecja 3:1

## Grupa B
| Drużyna | Mecze | W | R | P | B+ | B- | +/− | Pkt |
| ------- | ----- | - | - | - | -- | -- | --- | --- |
| Francja | 2     | 2 | 0 | 0 | 3  | 0  | +3  | 6   |
| Turcja  | 2     | 1 | 0 | 1 | 5  | 2  | +3  | 3   |
| Malta   | 2     | 0 | 0 | 2 | 0  | 6  | -6  | 0   |

 Francja –  Turcja 2:0
 Malta –  Turcja 0:5
 Francja –  Malta 1:0

## Grupa C
| Drużyna    | Mecze | W | R | P | B+ | B- | +/− | Pkt |
| ---------- | ----- | - | - | - | -- | -- | --- | --- |
| Libia      | 2     | 0 | 2 | 0 | 0  | 0  | 0   | 2   |
| Czarnogóra | 2     | 0 | 2 | 0 | 0  | 0  | 0   | 2   |
| Maroko     | –     | – | – | – | –  | –  | –   | –   |

 Maroko zrezygnowało z turnieju, więc drużyny Libii i Czarnogóry uzyskały kwalifikację do drugiej rundy.
 Libia –  Czarnogóra 0:0
 Czarnogóra –  Libia 0:0 (k. 2:4)

## Grupa D
| Drużyna   | Mecze | W | R | P | B+ | B- | +/− | Pkt |
| --------- | ----- | - | - | - | -- | -- | --- | --- |
| Hiszpania | 2     | 1 | 1 | 0 | 5  | 2  | +3  | 4   |
| Tunezja   | 2     | 1 | 1 | 0 | 4  | 3  | +1  | 4   |
| Albania   | 2     | 0 | 0 | 2 | 1  | 5  | -4  | 0   |

 Hiszpania –  Tunezja 2:2
 Albania –  Tunezja 1:2
 Hiszpania –  Albania 3:0

## Półfinały
Włochy –  Libia 1:0
 Francja –  Hiszpania 1:2

## Mecze o miejsca 5/8
Grecja –  Czarnogóra 2:1
 Turcja –  Tunezja 2:1

## Mecz o 7. miejsce
Czarnogóra –  Tunezja 0:1

## Mecz o 5. miejsce
Grecja –  Turcja 1:1 (k. 6:5)

## Mecz o 3. miejsce
Libia –  Francja 0:0 (k. 8:7)

## Finał
Włochy –  Hiszpania 1:2

## Klasyfikacja końcowa drużyn
| Pozycja | Państwo    |
| ------- | ---------- |
|         | Hiszpania  |
|         | Włochy     |
|         | Libia      |
| 4       | Francja    |
| 5       | Grecja     |
| 6       | Turcja     |
| 7       | Tunezja    |
| 8       | Czarnogóra |
| 9       | Syria      |
| 10      | Albania    |
| 11      | Malta      |